# Bernile Nienau
Rosa Bernhardine Nienau (* 20. April 1926 in Dortmund; † 5. Oktober 1943 in München), genannt Bernile, war eine deutsche Schülerin, die wegen ihres engen Kontakts zu Adolf Hitler als „des Führers Kind“ bekannt wurde.

## Leben
Rosa Bernhardine Nienau kam als einziges Kind des Arztes Bernhard Nienau (1887–1926) in Dortmund zur Welt. Der Vater starb kurz vor ihrer Geburt. Die Mutter, die Krankenschwester Karoline, geb. Helwig (15. März 1892 – 26. Juli 1962), übersiedelte nach München und kaufte dort um 1928 ein neu errichtetes Haus an der Laimer Straße 31 in Nymphenburg. Dort lebte außerdem die Großmutter Berniles, die römisch-katholische Lehrerswitwe jüdischer Abstammung Ida Voit, verwitwete oder geschiedene Helwig, geborene Morgenstern (18. Juli 1867 – 29. Dezember 1942). Wahrscheinlich auf Betreiben der Mutter drängte sich Bernile im Frühjahr 1933 in die vordersten Reihen des Besucherstroms in Obersalzberg, um Hitler auf sich aufmerksam zu machen. Aus dem Kontakt entwickelte sich eine „Freundschaft“, die bis 1938 dauerte. Im Bundesarchiv in Berlin lagern 17 Briefe des Mädchens, die es – wahrscheinlich mit Hilfe der Mutter – zwischen dem 18. Januar 1935 und dem 12. November 1939 an den „Führer“ bzw. seinen Chefadjutanten Wilhelm Brückner schrieb:

„München den 27. September 36. Lieber Onkel Brückner! Heute hab ich Dir viel zu erzählen. In den Ferien waren wir auf dem Obersalzberg und ich durfte zweimal zum lieben Onkel Hitler! Du warst leider nie oben. […] Ich arbeite jetzt schon an den Weihnachtsarbeiten. […] Onkel Hitler stricke ich wieder paar Socken, denn ich frug ihn ob sie ihm letztes Jahr passten. Er hat ja gesagt! Dieses Jahr kann ich schon mit feinerer Wolle stricken, nur die Ferse hilft mir Mutti. Sie werden ganz warm; und wo er doch immer so viel unterwegs ist, soll er doch nicht an den Füßen kalt haben. […] Von Mutti auch viele Grüße und von mir viele liebe Grüße und Küßle von Deinem Bernile!“

Die Tatsache, dass Bernile wegen ihrer Großmutter als Vierteljüdin gelten konnte, war Hitler bereits 1933 durch einen Denunzianten bekannt geworden. Der „Führer“ fühlte sich dann aber anscheinend aus „einer rein menschlichen Einstellung dem Kinde gegenüber“ veranlasst, wie der Adjutant Fritz Wiedemann am 19. April 1938 den untergeordneten Parteistellen mitteilte, eine Ausnahme von den antisemitischen Nürnberger Rassegesetzen zu machen – eine Gnade, die er nur wenigen Juden, meistens Viertel- oder Halbjuden, angedeihen ließ. Als jedoch der Reichsminister Martin Bormann von der fehlenden „Deutschblütigkeit“ Berniles Wind bekam, verbot er Mutter und Tochter, weiterhin auf dem Berghof zu erscheinen. Hitler erfuhr davon auf Umwegen, weil sich sein Leibfotograf Heinrich Hoffmann darüber beschwerte, dass ihm Bormann untersagt hätte, weiterhin Fotos zu publizieren, die den Führer mit „seinem Kinde“ zeigten. In dem Buch Hitler wie ich ihn sah erzählt Hoffmann, dass Hitler zu dem Besuchsverbot Berniles durch Bormann gesagt haben soll: „Es gibt Leute, die ein wahres Talent haben, mir jede Freude zu verderben“. Während Hoffmanns Bildband Jugend um Hitler trotz Bormanns Intervention weiter verkauft werden durfte, war es allerdings mit dem persönlichen Kontakt der Familie Nienau zu den Mächtigen des Dritten Reichs seit ca. Mai 1938 vorbei. Die Mutter wurde offiziell gebeten, ihren Kontakt zu den Parteistellen einzustellen. Sie hatte versucht, ihre guten Beziehungen zum „Führer“ dazu zu benutzen, von der Ärztekammer eine höhere Witwenrente zu erkämpfen. Bernile, die den Beruf der technischen Zeichnerin erlernte, starb am 5. Oktober 1943 17-jährig im Schwabinger Krankenhaus an spinaler Kinderlähmung. Ihr Grab befindet sich auf dem Münchner Westfriedhof, wie die Journalistin Justina Schreiber in Zusammenarbeit mit dem Institut für Zeitgeschichte für eine Radiosendung des Bayerischen Rundfunks recherchierte.